# Žirje
Žirje ist eine Insel Kroatiens in der Gespanschaft Šibenik-Knin. Die Insel hat 103 Einwohner (Stand 2011), die hauptsächlich von der Landwirtschaft, der Fischerei und vom Tourismus leben.

## Geographie und Landschaftsbild
Žirje liegt im Adriatischen Meer westlich vor der Küstenstadt Šibenik und südwestlich der Insel Kaprije. Westlich von Žirje liegt die kleine Insel Samograd, die zur Inselgruppe der Kornaten zählt.
Die von zwei Hügelzügen durchzogene Insel Žirje ist hauptsächlich von Macchia bewachsen.

## Geschichte
Der Name leitet sich vom kroatischen Žir (Eichel) ab. Vermutlich war die Insel in früherer Zeit von einem Steineichenwald bedeckt. Ihre weite Lage im Meer machte aus ihr bereits im 6. Jahrhundert einen Vorwachposten. Im 16. Jahrhundert wurden die Anlagen aber von den Türken komplett zerstört. Reste der Festungsanlagen sind heute noch zu entdecken.

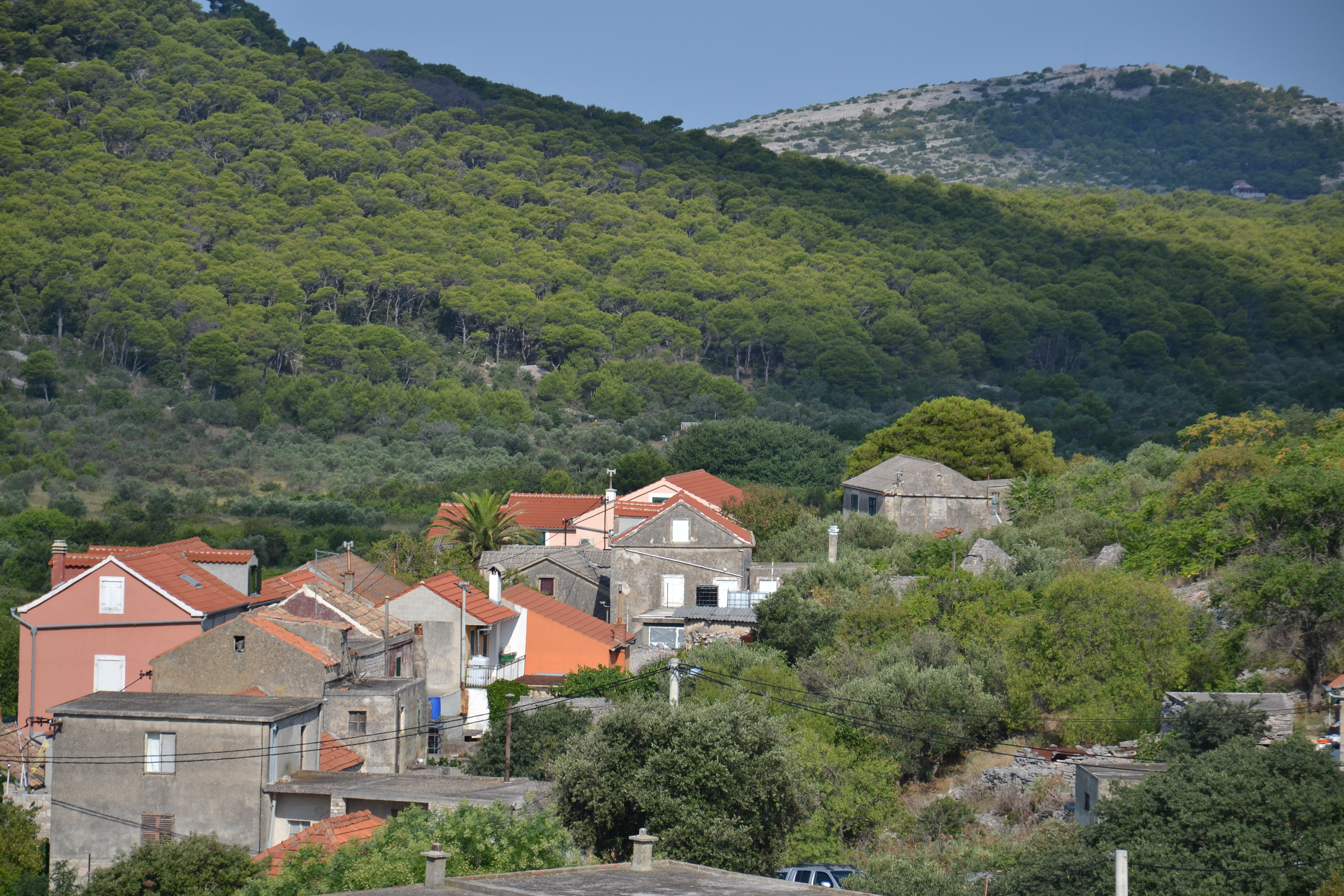
Hauptort Selo im Inselinneren
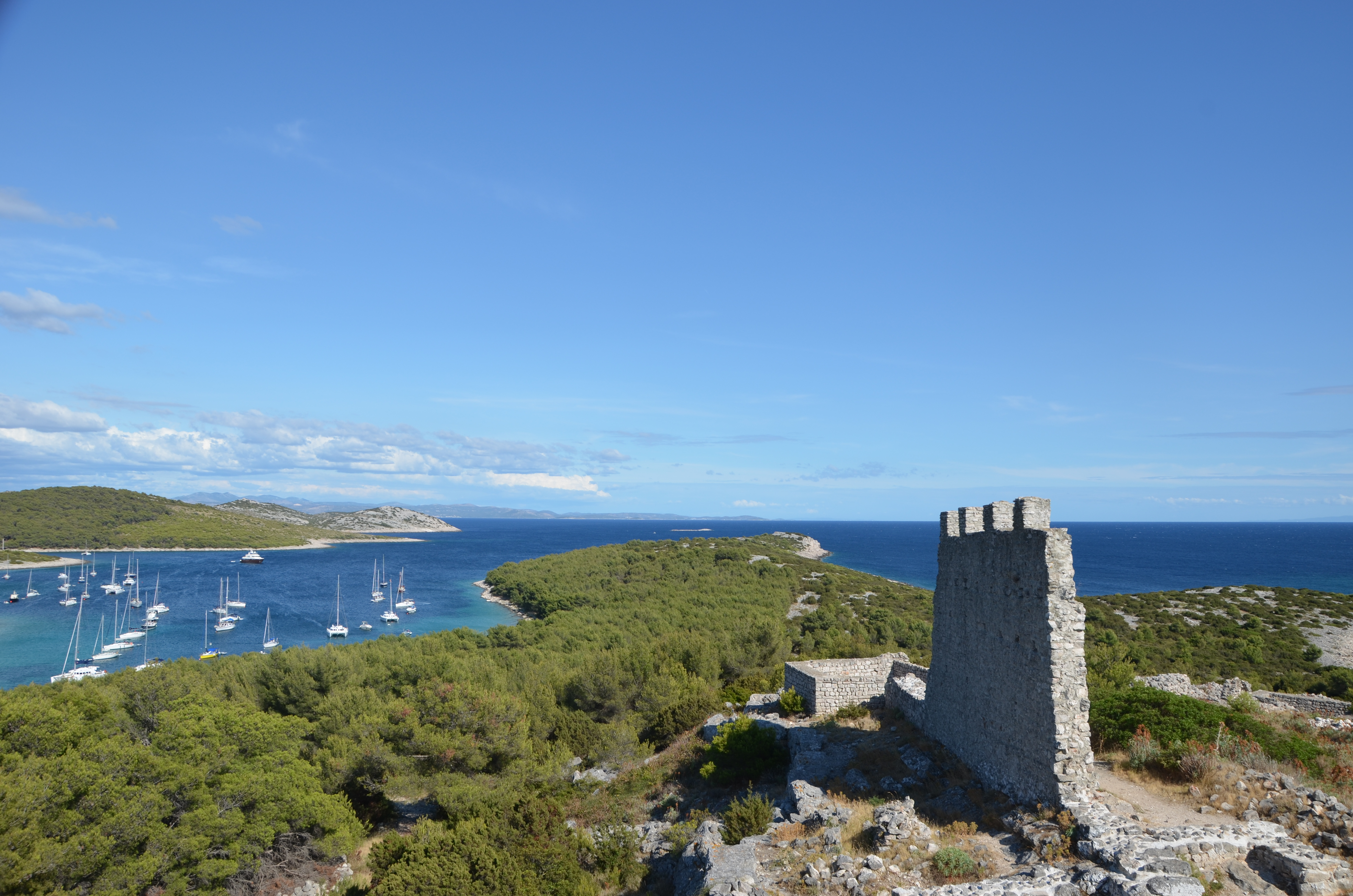
Reste der byzantinischen Festungsanlagen auf der Ostseite der Insel
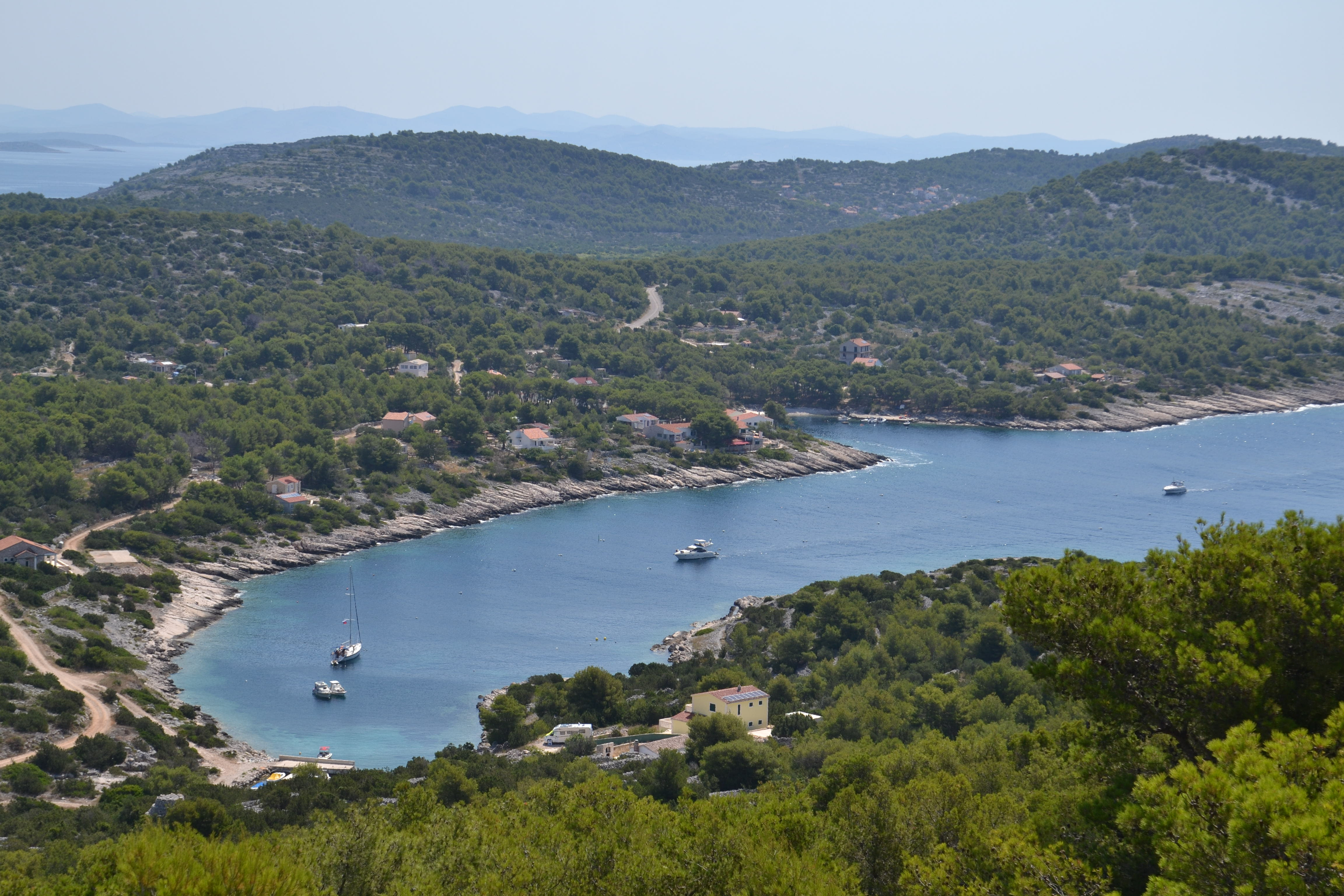
Tatinska-Bucht an der Südküste der Insel

## Bevölkerungsentwicklung
| Jahr      | 1857 | 1880 | 1900 | 1910 | 1921 | 1931 | 1948 | 1953 | 1961 | 1971 | 1981 | 1991 | 2001 | 2011 |
| Einwohner | 341  | 453  | 534  | 661  | 780  | 686  | 766  | 720  | 506  | 336  | 209  | 160  | 124  | 103  |

## Verkehr
Die Insel ist von Šibenik aus per Schiff erreichbar.